# 奧斯科達 (密歇根州)
奧斯科達（英語：Oscoda Township）是位於美國密歇根州艾奧斯科縣奧塞布爾鎮區、奧斯科達鎮區的一個普查規定居民點。

## 人口
根據2020年美國人口普查的數據，奧斯科達的面積為2.46平方千米，當中陸地面積為2.25平方千米，而水域面積為0.21平方千米。當地共有人口916人，而人口密度為每平方千米372.36人。